# Selenipedium palmifolium
Selenipedium palmifolium är en orkidéart som först beskrevs av John Lindley, och fick sitt nu gällande namn av Heinrich Gustav Reichenbach och Josef Ritter von Rawicz Warszewicz. Selenipedium palmifolium ingår i släktet Selenipedium och familjen orkidéer. Inga underarter finns listade i Catalogue of Life.

## Bildgalleri

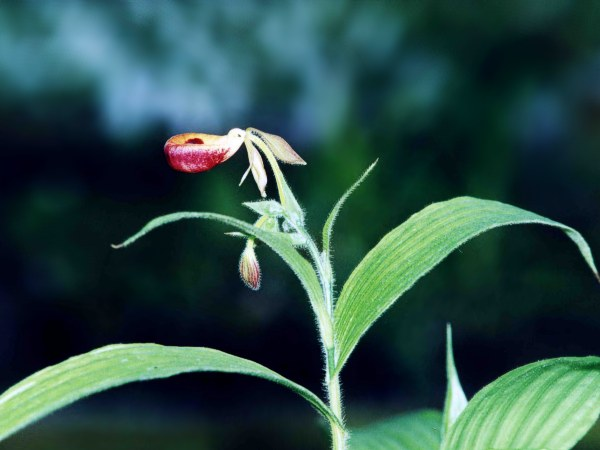
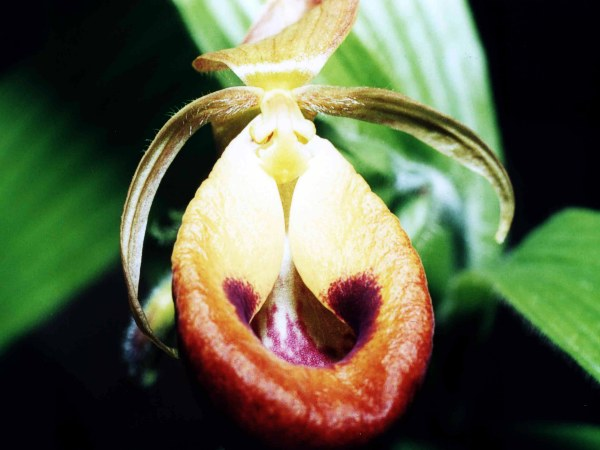
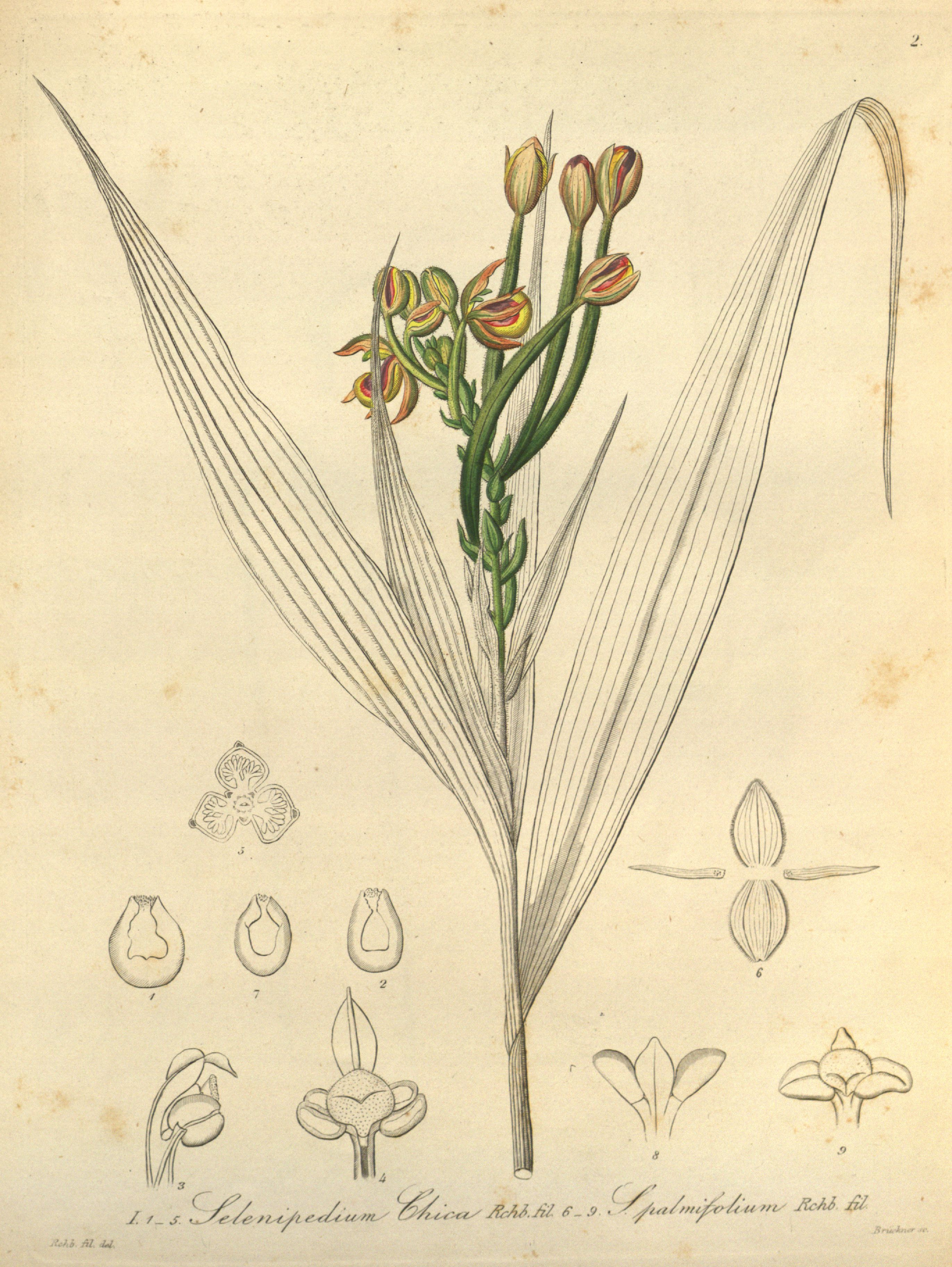
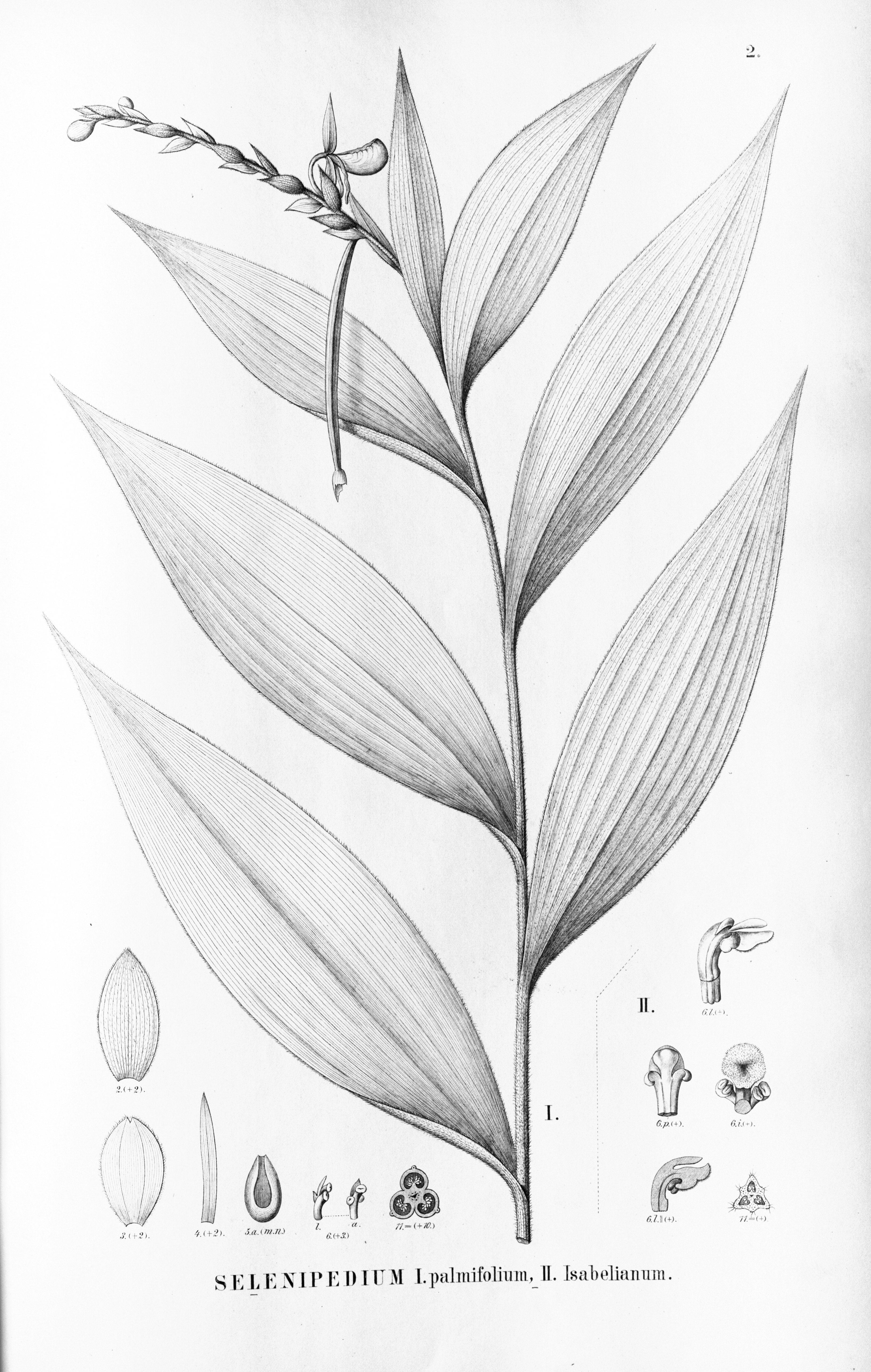
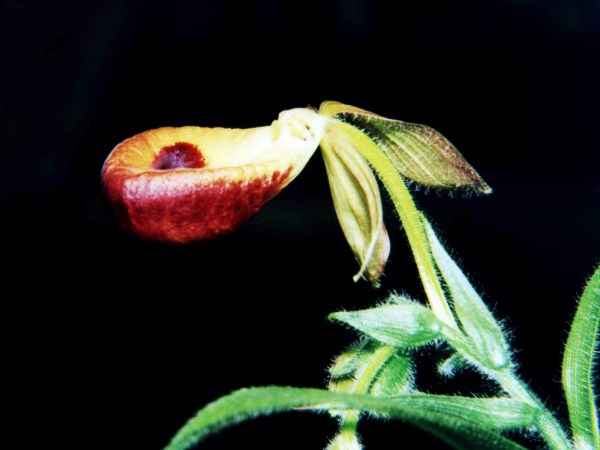
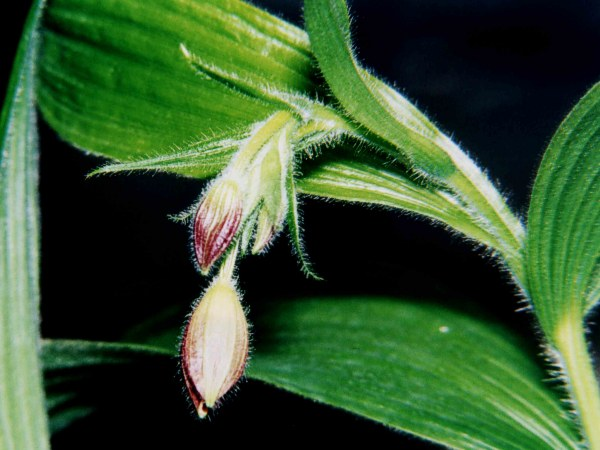